# Freebird
「freebird」（フリーバード）は、2002年5月15日にビクターエンタテインメントよりリリースされたSMAPの34枚目のシングル。

## 解説
2001年8月末より謹慎及び芸能活動休止をしていた稲垣吾郎の復帰作品。
セイコーの一部の目覚まし時計の内蔵曲にも使用されている。

## チャート成績
- 2002年5月27日付のオリコン週間シングルチャートで、初週17.5万枚を売り上げ、初登場1位を獲得した。
- 累計売上は30.9万枚（オリコン調べ）

## 収録曲
1. freebird
作詞・作曲・編曲:シライシ紗トリ
  - フジテレビ系『SMAP×SMAP』テーマソング
2. Song 2 〜the sequel to that〜
作詞・作曲:市川喜康 / 編曲:知野芳彦
  - 32ndシングル「らいおんハート」カップリング「オレンジ」の続編。木村、稲垣、香取にソロパートがあり、木村のパートが1番多い。
3. freebird（music track）
4. Song 2 〜the sequel to that〜（music track）

## 収録アルバム
- SMAP 015/Drink! Smap!（#1）
- SMAP AID（#1）
- SMAP 25 YEARS（#1）

## 映像作品
freebird
- Smap! Tour! 2002!
- Live MIJ
- Clip! Smap! コンプリートシングルス（PV映像）

Song 2 〜the sequel to that〜
- Smap! Tour! 2002!

## ライブ・パフォーマンス
freebird
- 『SMAP×SMAP』（2002年4月15日、関西テレビ・フジテレビ）
この回の音楽コーナー「S-Live」で発売前にテレビ初披露。

Song 2 〜the sequel to that〜
- 『SMAP×SMAP』（2002年7月8日、関西テレビ・フジテレビ）
この回の音楽コーナー「S-Live」でテレビ初披露。